# جان بيير لو
جان بيير لو (بالفرنسية: Jean-Pierre Léaud)‏ هو كاتب سيناريو ومخرج وممثل فرنسي، ولد في 28 مايو 1944 بباريس في فرنسا. من الجوائز التي نالها جائزة الدب الفضي لأفضل ممثل سنة 1964 وسيزر التكريمية ‏ سنة 2000.

## أعمال

### أفلام
- الضربات الربعمائة، 1957م.
- (1968) قبلات مسروقة
- (1972) لاست تانغو في باريس
- (1973) الأم والعاهرة[13]
- (1973) ليلة أمريكية
- (1990) انتدبت قاتل بعقد[14]
- (1992) حياة البهيمي[15]
- (1995) مئة ليلة وليلة
- (2003) حالمون[16]
- (2005) رأيتهم يقتلون بن بركة
- (2011) فيلم لو هافر[17]

## جوائز وترشيحات
جوائز
- جائزة الدب الفضي لأفضل ممثل (1964)
- سيزر التكريمية [الإنجليزية]‏ (2000)

ترشيحات
- جائزة سيزار لأفضل ممثل مساعد (1988)
- جائزة البافتا عن فئة أكثر الممثلين الجدد وعدا في أدوار بطولية [الإنجليزية]‏ (1961)

## وصلات خارجية
- جان بيير لو على موقع IMDb (الإنجليزية)
- جان بيير لو على موقع الموسوعة البريطانية (الإنجليزية)
- جان بيير لو على موقع روتن توميتوز (الإنجليزية)
- جان بيير لو على موقع مونزينجر (الألمانية)
- جان بيير لو على موقع قاعدة بيانات الأفلام العربية
- جان بيير لو على موقع ألو سيني (الفرنسية)
- جان بيير لو على موقع أول موفي (الإنجليزية)
- جان بيير لو على موقع قاعدة بيانات الأفلام السويدية (السويدية)
- جان بيير لو على موقع إن إن دي بي (الإنجليزية)
- جان بيير لو على موقع ديسكوغز (الإنجليزية)